# Zweischneidigkeit der Bilanz
Als Zweischneidigkeit der Bilanz wird die Folge der Anwendung des Bilanzierungsgrundsatzes der Bilanzidentität verstanden, wonach Gewinnänderungen in einem Geschäftsjahr zu gegenläufigen Gewinnänderungen in einem anderen Geschäftsjahr führen.

## Allgemeines
Den Begriff der „Zweischneidigkeit“ prägte der Reichsfinanzhof (RFH) bereits im Dezember 1929: „Die Bilanzidentität soll die Endbilanz eines Geschäftsjahres zweischneidig machen. Vorteile und Nachteile, die durch eine niedrigere und höhere Bewertung für das abgelaufene Geschäftsjahr erlangt sind, sollen sich bei der nächsten Veranlagung oder einer folgenden im entgegengesetzten Sinne auswirken“. Der RFH wollte damit zum Ausdruck bringen, dass als Folge der Bilanzidentität in folgenden Geschäftsjahren eine gegensätzliche Bilanzierung im Vergleich zum aktuellen Geschäftsjahr eintreten wird.

## Rechtsfragen
Die handelsrechtliche Bilanzidentität des § 252 Abs. 1 Nr. 1 HGB und die steuerrechtliche des § 4 Abs. 1 EStG verlangen, dass die Wertansätze in der Eröffnungsbilanz mit denen der Schlussbilanz des Vorjahres übereinstimmen müssen. Es wird eine vollständige Deckungsgleichheit erwartet. Sie soll vor allem verhindern, dass Gewinne oder Verluste von einem Geschäftsjahr in das nächste verschoben werden.
Werden beispielsweise in einer Rechnungsperiode die Abschreibungen überhöht angesetzt, so mindert das die Abschreibungen in den folgenden Geschäftsjahren. Über die gesamte Nutzungsdauer dagegen werden die Gewinnwirkungen neutralisiert.

## Wirtschaftliche Aspekte
Unter- oder Überbewertungen im Geschäftsjahr führen in dieser Periode zu einem niedrigeren oder höheren Gewinnausweis, „werden aber in späteren Perioden durch entgegengesetzte Erfolgswirkungen wieder neutralisiert“. Darin liegt die „Zweischneidigkeit“. Das Gesamtergebnis ist auf lange Frist gesehen rechnerisch ausgeglichen, auch wenn es über die Geschäftsjahre falsch verteilt war. Verstoßen wird bei Wesentlichkeit der falschen Verteilung gegen den Grundsatz der Bilanzwahrheit.